# 杜纳伊夫齐 (新杜纳伊夫齐市镇)

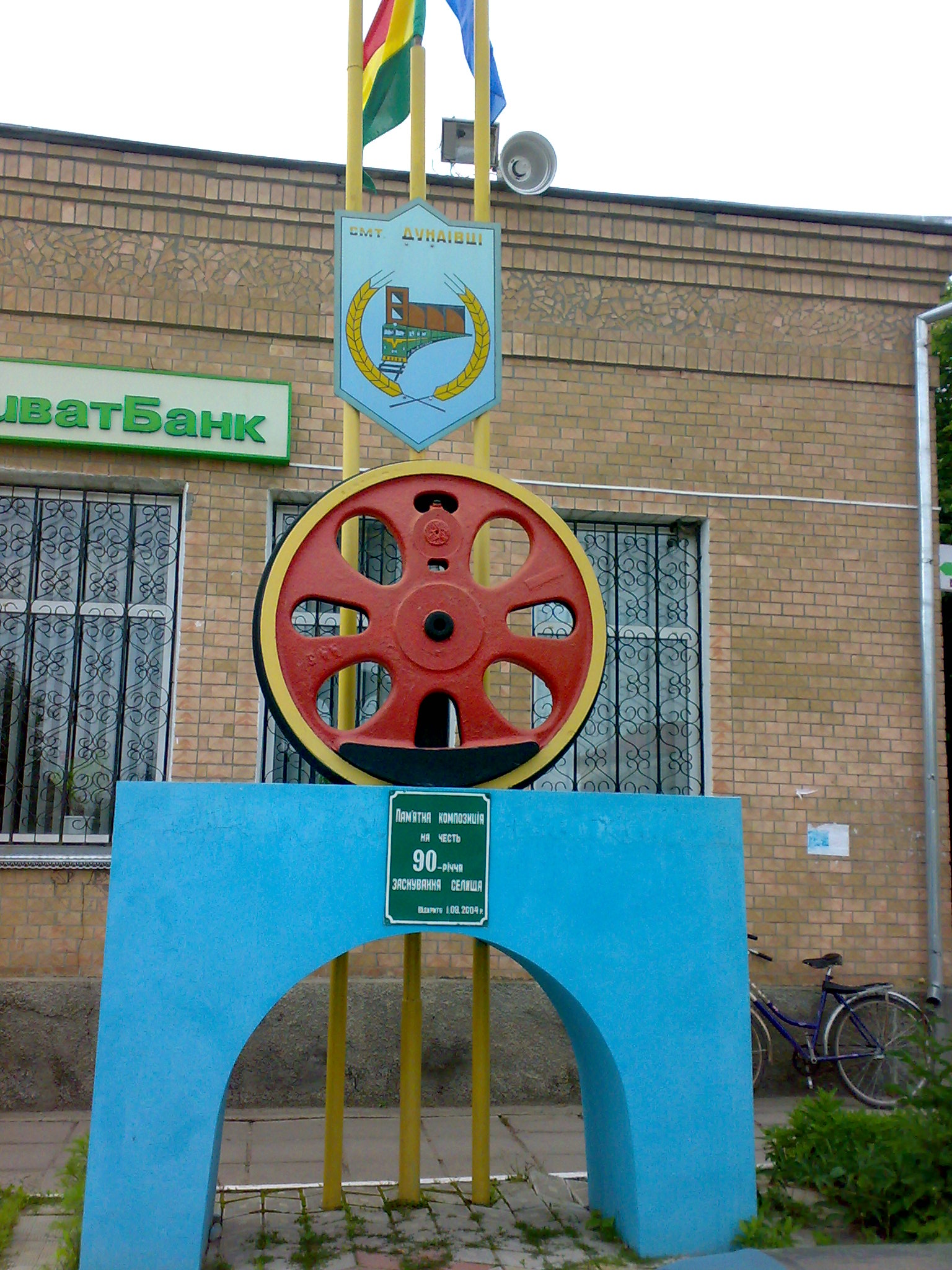

杜納伊夫齊，是烏克蘭西部赫梅利尼茨基州卡緬涅茨-波多利斯基區新杜纳伊夫齐市镇内的市級鎮及行政中心。始建於1914年，面積2.83平方公里，2015年人口2,514，人口密度每平方公里888.34人。